# Eninek

Egy konjugált enin szerkezete

Az eninek olyan szerves vegyületek, amelyekben szén-szén kettős- (alkén) és hármas kötés (alkin) funkció is található. A konjugált eninekben a kettős és a hármas kötés konjugált rendszert alkot, vagyis a kettős és hármas kötésű szénatomok közvetlenül egymáshoz kapcsolódnak.
Az elnevezés az alkén és alkin végződéséből származik.
A vegyületcsoport legegyszerűbb képviselője a vinilacetilén.

## Fordítás
Ez a szócikk részben vagy egészben  az   Enyne című angol Wikipédia-szócikk ezen változatának fordításán alapul.  Az eredeti cikk szerkesztőit annak laptörténete sorolja fel. Ez a jelzés csupán a megfogalmazás eredetét és a szerzői jogokat jelzi, nem szolgál a cikkben szereplő információk forrásmegjelöléseként.